# Stolephorus multibranchus
Stolephorus multibranchus is een straalvinnige vis uit de familie van ansjovissen (Engraulidae) en behoort derhalve tot de orde van haringachtigen (Clupeiformes). De vis kan een lengte bereiken van 6 cm. 

## Leefomgeving
Stolephorus multibranchus is een zoutwatervis. De vis prefereert een tropisch klimaat en leeft hoofdzakelijk in de Grote Oceaan.

## Relatie tot de mens
Stolephorus multibranchus is voor de visserij van geen belang. In de hengelsport wordt er weinig op de vis gejaagd. 